# Przywry digeniczne
Przywry digeniczne (Digenea), przywry wnętrzniaki, przywry dwurodne, dwurodce – podgromada płazińców (Platyhelminthes) obejmująca większość gatunków przywr (Trematoda). Wszystkie z nich są obligatoryjnymi (bezwarunkowymi) pasożytami wewnętrznymi kręgowców (w tym człowieka). Ich postacie larwalne pasożytują również w bezkręgowcach. Postacie dorosłe mają zazwyczaj 0,5–10 cm długości, a ich aparat czepny z reguły składa się z dwóch przyssawek: gębowej i brzusznej (nieliczne gatunki mają wyłącznie przyssawkę gębową).

## Cykl życiowy

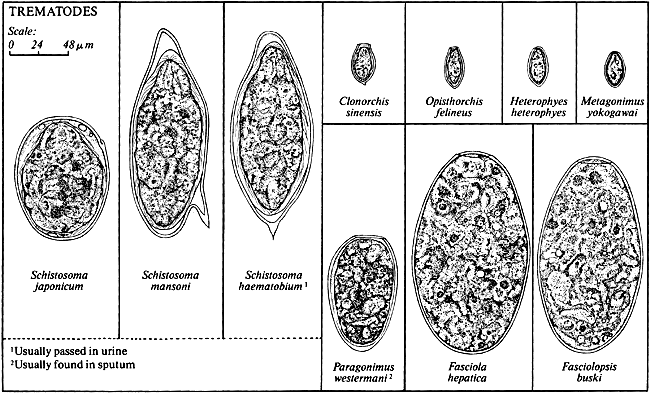
Porównanie jaj różnych przywr będących pasożytami człowieka

Przywry digeniczne charakteryzują się złożonym cyklem życiowym, z heterogoniczną przemianą pokoleń oraz zmianą żywiciela. Po zapłodnieniu krzyżowym jaj (choć u niektórych gatunków może występować autogamia) w ootypie zostają one otoczone przez żółtniki, a następnie przemieszczają się do macicy. Jaja, zwykle owalne, wykazują zróżnicowanie gatunkowe, mogą mieć 27–197 μm długości i 12–104 μm szerokości. Embriogeneza zazwyczaj zachodzi w tlenowym środowisku zewnętrznym, jedynie u nielicznych gatunków przywr digenicznych jaja rozwijają się w macicy.

### Miracydium
Pierwszym stadium larwalnym jest wydłużone i orzęsione miracydium (dziwadełko). Stadium to często ma wysuwany „ryjek”, na którego szczycie znajdują się gruczoły wydzielające substancje ułatwiające wnikanie do organizmu żywiciela pośredniego. Zewnętrzną warstwę miracydium stanowi wielkokomórkowy nabłonek, pod którym znajduje się warstwa mięśni (ułożonych podłużnie i okrężnie) oraz syncytium (z którego później wykształci się wór powłokowo-mięśniowy). We wnętrzu miracydium znajdują się: zawiązek zwojów nerwowych, plamki oczne (ich chromatofory układają się w kształt litery X), gruczoły penetracyjne (w bocznej części), gruczoł apikalny (dawniej uważany za zawiązek jelita) oraz protonefrydia (1–2 pary). Resztę miejsca zajmują komórki zarodkowe, będące zawiązkami różnych struktur, które powstaną w dalszych stadiach rozwojowych. U większości przywr digenicznych jest ono wolnożyjące, wylęga się w środowisku wodnym, a następnie aktywnie poszukuje żywiciela (tj. konkretnego gatunku ślimaka). W jego organizmie pasożyt umiejscawia się najczęściej w jamie płaszczowej (chociaż znane są przypadki zajmowania również innych narządów). W przypadku nieznalezienia specyficznego gatunkowo żywiciela przez około 24 godziny, miracydium najczęściej ginie. Czasami miracydium może dostać się biernie do organizmu żywiciela pośredniego (np. przez połknięcie jaja).

### Sporocysta i redia
W organizmie ślimaka miracydium przekształca się w następne stadium – owalną lub wydłużoną sporocystę o wielkości 0,5–1,5 μm. Zmiany te mają charakter regresywny, większość struktur miracydium ulega bowiem zanikowi, zachowują się jedynie protonefrydia oraz komórki zarodkowe. W tym stadium pokarm pobierany jest na drodze pinocytozy. We wnętrzu sporocysty (gonocelu) znajdują się kule zarodkowe, które na drodze partenogenezy przekształcą się w redie lub sporocysty potomne (wówczas nie występuje stadium redii, np. u Schisostoma).
Redie mają wydłużony kształt i długość nawet do 3 cm. W przedniej części ich ciała znajduje się otwór gębowy (który jest drugim, obok pinocytozy, sposobem pobierania pokarmu przez redie), a za nim umięśniona gardziel (służąca do pompowania pokarmu) i ślepo zakończone, workowate jelito. W tylnej części ciała zlokalizowane są dwa płatowate wyrostki pełniące funkcję narządu ruchu. We wnętrzu redii znajdują się kule zarodkowe, które na drodze partenogenezy przekształcają się w cerkarie (zazwyczaj) lub redie potomne (u niektórych gatunków).

### Cerkaria i metacerkaria
Cerkaria (ogonatka) jest zaawansowanym stadium rozwojowym, które łączy cechy larwy (m.in. oczy o podobnej budowie do miracydium) oraz formy dojrzałej (m.in. komórki płomykowe, dwie przyssawki). Najczęściej zajmuje wątrobotrzustkę, rzadziej nerkę, oczy lub gonady. Zazwyczaj po pewnym czasie opuszcza ona jednak organizm ślimaka i pływa swobodnie w wodzie do momentu znalezienia drugiego żywiciela pośredniego albo encystacji (która u niektórych gatunków może zachodzić jeszcze w ciele pierwszego żywiciela pośredniego). Cerkaria wykazują różnorodność gatunkową, choć zwykle mają owalny lub wrzecionowaty kształt, a na końcu ich ciała obecny jest wyrostek ogonowy (u większości gatunków), pełniący funkcję narządu ruchu. Oprócz gruczołów penetracyjnych (zlokalizowanych z przodu ciała, głównie u gatunków, które aktywnie wnikają do drugiego żywiciela pośredniego), cerkarie mają także drobne, ale bardzo liczne gruczoły cystogeniczne, które przylegają do syncytium i uczestniczą w przekształceniu się cerkarii w metacerkarię.
Metacerkaria jest ostatnim stadium inwazyjnym przywr digenicznych, które infekuje żywiciela ostatecznego (kiedy ten zje zainfekowanego ślimaka). Powstaje ono w wyniku zmian polegających na uwstecznieniu narządów larwalnych (wyrostek ogonowy, oczka, sztylecik) oraz rozwoju narządów ostatecznych. Zmiany te mogą zachodzić w środowisku zewnętrznym (adoleskaria) lub w jeszcze w ciele drugiego żywiciela pośredniego. Metacerkaria różni się od postaci dojrzałej wyłącznie nie w pełni rozwiniętym układem rozrodczym.